# Premio Hawthornden
Premio Hawthornden (en inglés: Hawthornden Prize) es el nombre de un premio literario británico establecido por Alice Warrender, una mujer inglesa que tenía por costumbre brindar patrocinio a los escritores de principios del siglo XX. Fue nombrado en honor del poeta escocés William Drummond de Hawthornden y se instituyó en 1919, por lo que es uno de los premios más antiguos del Reino Unido en el área de literatura.
Se otorga anualmente, con excepción de alguna interrupción, a la mejor obra de literatura imaginativa de un escritor británico. El ganador es elegido por un jurado calificador. En sus inicios consistía en 100 libras esterlinas y una medalla de plata, actualmente el valor del premio es de 10 000 libras.

## Premiados
- 2016 Tessa Hadley: The Past[5]
- 2015 Colm Tóibín: Nora Webster[6]
- 2014 Emily Berry: Dear Boy[7]
- 2013 Jamie McKendrick: Out There[8][9]
- 2012 Ali Smith: There But For The[10]
- 2011 Candia McWilliam: What to Look for in Winter
- 2010 Alice Oswald: A Sleepwalk on the Severn
- 2009  Patrick French: The World Is What It Is
- 2008  Nicola Barker: Darkmans
- 2007  M. J. Hyland: Carry Me Down
- 2006  Alexander Masters: Stuart: A Life Backwards
- 2005  Justin Cartwright: The Promise of Happiness
- 2004  Jonathan Bate: John Clare: A Biography
- 2003 William Fiennes: The Snow Geese
- 2002 Eamon Duffy: The Voices of Morebath: Reformation and Rebellion in an English Village[4]
- 2001 Helen Simpson: Hey Yeah Right Get a Life
- 2000 Michael Longley: The Weather in Japan
- 1999 Antony Beevor: Stalingrad[4]
- 1998 Charles Nicholl: Somebody Else: Arthur Rimbaud in Africa
- 1997 John Lanchester: The Debt to Pleasure
- 1996 Hilary Mantel: An Experiment in Love
- 1995 James Michie: Collected Poems
- 1994 Tim Pears: In the Place of Fallen Leaves
- 1993 Andrew Barrow: The Tap Dancer
- 1992 Ferdinand Mount: Of Love and Asthma
- 1991 Claire Tomalin: The Invisible Woman
- 1990 Kit Wright: Short Afternoons
- 1989 Alan Bennett: Talking Heads
- 1988 Colin Thubron: Behind the Wall: A Journey through China
- 1983 Jonathan Keates: Allegro Postillions
- 1982 Timothy Mo: Sour Sweet
- 1981 Douglas Dunn: St. Kilda's Parliament
- 1980 Christopher Reid: Arcadia
- 1979 P. S. Rushforth: Kindergarten
- 1978 David Cook: Walter
- 1977 Bruce Chatwin: In Patagonia[4]
- 1976 Robert Nye: Falstaff
- 1975 David Lodge: Changing Places
- 1974 Oliver Sacks: Awakenings
- 1970 Piers Paul Read: Monk Dawson
- 1969 Geoffrey Hill: King Log
- 1968 Michael Levey: Early Renaissance
- 1967 Michael Frayn: The Russian Interpreter
- 1965 William Trevor: The Old Boys[4]
- 1964 V. S. Naipaul: Mr Stone and the Knights Companion[4]
- 1963 Alistair Horne: The Price of Glory: Verdun 1916
- 1962 Robert Shaw: The Sun Doctor
- 1961 Ted Hughes: Lupercal
- 1960 Alan Sillitoe: The Loneliness of the Long Distance Runner
- 1958 Dom Moraes: A Beginning
- 1944 Martyn Skinner: Letters to Malaya
- 1943 Sidney Keyes: The Cruel Solstice and The Iron Laurel
- 1942 John Llewellyn Rhys: England Is My Village
- 1941 Graham Greene: The Power and the Glory
- 1940 James Pope-Hennessy: London Fabric
- 1939 Christopher Hassall: Penthesperon
- 1938 David Jones: In Parenthesis
- 1937 Ruth Pitter: A Trophy of Arms
- 1936 Evelyn Waugh: Edmund Campion[4]
- 1935 Robert Graves: I, Claudius[4]
- 1934 James Hilton: Lost Horizon
- 1933 Vita Sackville-West: Collected Poems
- 1932 Charles Morgan: The Fountain
- 1931 Kate O'Brien: Without My Cloak
- 1930 Geoffrey Dennis: The End of the World
- 1929 Lord David Cecil: The Stricken Deer[4]
- 1928 Siegfried Sassoon: Memoirs of a Fox-Hunting Man[4]
- 1927 Henry Williamson: Tarka the Otter
- 1926 Vita Sackville-West: The Land[4]
- 1925 Seán O'Casey: Juno and the Paycock[4]
- 1924 Ralph Hale Mottram: The Spanish Farm
- 1923 David Garnett: Lady into Fox
- 1922 Edmund Blunden: The Shepherd[4]
- 1921 Romer Wilson: The Death of Society
- 1920 John Freeman: Poems New and Old
- 1919 Edward Shanks: The Queen of China